# Société Saint-Maurice Cheminots Miramas
 (juin 2023).
La mise en forme du texte ne suit pas les recommandations de Wikipédia : il faut le « wikifier ».
Les points d'amélioration suivants sont les cas les plus fréquents. Le détail des points à revoir est peut-être précisé sur la page de discussion.
- Les titres sont pré-formatés par le logiciel. Ils ne sont ni en capitales, ni en gras.
- Le texte ne doit pas être écrit en capitales (les noms de famille non plus), ni en gras, ni en italique, ni en « petit »…
- Le gras n'est utilisé que pour surligner le titre de l'article dans l'introduction, une seule fois.
- L'italique est rarement utilisé : mots en langue étrangère, titres d'œuvres, noms de bateaux, etc.
- Les citations ne sont pas en italique mais en corps de texte normal. Elles sont entourées par des guillemets français : « et ».
- Les listes à puces sont à éviter, des paragraphes rédigés étant largement préférés. Les tableaux sont à réserver à la présentation de données structurées (résultats, etc.).
- Les appels de note de bas de page (petits chiffres en exposant, introduits par l'outil «  Source ») sont à placer entre la fin de phrase et le point final[comme ça].
- Les liens internes (vers d'autres articles de Wikipédia) sont à choisir avec parcimonie. Créez des liens vers des articles approfondissant le sujet. Les termes génériques sans rapport avec le sujet sont à éviter, ainsi que les répétitions de liens vers un même terme.
- Les liens externes sont à placer uniquement dans une section « Liens externes », à la fin de l'article. Ces liens sont à choisir avec parcimonie suivant les règles définies. Si un lien sert de source à l'article, son insertion dans le texte est à faire par les notes de bas de page.
- La présentation des références doit suivre les conventions bibliographiques. Il est recommandé d'utiliser les modèles {{Ouvrage}}, {{Chapitre}}, {{Article}}, {{Lien web}} et/ou {{Bibliographie}}. Le mode d'édition visuel peut mettre en forme automatiquement les références.
- Insérer une infobox (cadre d'informations à droite) n'est pas obligatoire pour parachever la mise en page.

Pour une aide détaillée, merci de consulter Aide:Wikification.
Si vous pensez que ces points ont été résolus, vous pouvez retirer ce bandeau et améliorer la mise en forme d'un autre article.
La Société Saint Maurice Cheminote de Miramas est un club omnisports français fondé en 1908. Le club est basé à Miramas, dans les Bouches-du-Rhône. La section football est la plus connue du club.

## Histoire
En 1954, après la descente de PHA en PHB[pas clair], l'arrivée de l'ancien professionnel de l'Olympique de Marseille Robert Volfin allait permettre de refaire le chemin inverse. En 1957, la SSMC Miramas remporte le championnat de PHA Provence et accède pour la première fois à la Division d'honneur Sud-Est. Le club évolue alors à domicile sur le stade Francis Méano, en hommage à un grand espoir du football français qui débuta dans le club cheminot et jouait au Stade de Reims, décédé dans un accident de la route en 1953 à l'âge de 22 ans. Le club redescend l'année suivante, mais pendant la saison 1959/60 il remonte en étant encore champion PHA. Ils réussissent cette fois à se maintenir, et Robert Volfin passe la main à Paul Guidicelli, ancien joueur du club. 
En 1962, les cheminots accèdent en CFA en battant en finale la réserve de l'Olympique de Marseille. Le club reste en CFA pendant cinq ans et obtient de bons résultats en finissant deux fois cinquième en 1963 et 1966. En 1965, l'équipe alors entraînée par l'ex-professionnel Célestin Oliver se signale aussi dans les compétitions de coupe en allant jusqu'en 1/8e de finale de la Coupe de France en 1965, s'inclinant face au RC Strasbourg à 7 minutes de la fin du temps réglementaire sur le score de 1-0. À la fin de la saison 1966/67, Miramas descend en DH et Célestin Oliver part entrainer le SM Caen. Robert Volfin revient diriger l'équipe fanion qui se signale par d'autres performances en coupe de France en 1968, échouant au 6e tour contre le Gazélec Ajaccio 1-0 après prolongations, et en éliminant lors de l'édition 71/72 l'AS Aix-en-Provence (0-0 et 2-1) au cinquième tour puis l'AS Béziers (3-2) au sixième alors que ces deux équipes évoluent en Division 2. Ils sont cependant battus en deux matchs lors des 32èmes de finale (6-1 dans la seconde manche) par le FC Carpentras qui évolue en DH dans le même groupe qu'eux. À la même époque, au niveau régional les cheminots remportent trois fois la Coupe de Provence en 1965 contre l'AC Arles puis en 1966 contre l'Étoile Sportive La Ciotat et enfin en 1968 contre l'AS Mazargues.
En 1973 le stade des Molières est inauguré et le club joue dorénavant ses rencontres sur ce complexe. Les résultats ne sont cependant pas au rendez-vous. En 1975, Miramas descend de division d'honneur en promotion d'honneur, mais ils rebondissent très vite et remontent en remportant le titre de PHA en 1976. L'année suivante, le club finit premier de sa poule et devient champion de Division d'Honneur en 1977 contre l'AS Gardanne. Les cheminots accèdent en Championnat de France de Division 3, mais ne peuvent se maintenir et sont relégués en Division 4, nouvelle compétition qui s'intercale entre la troisième division et la Division d'Honneur (DH). Le club s'y maintient jusqu'en 1982, puis descend en DH. Trois relégations successives envoient Miramas en PHB. La chute se poursuit avec une descente en première division de district lors de la saison 1986/87, où le club reste deux ans avant de remonter en PHB puis deux ans plus tard d'accéder en PHA en 1992 avec un titre de PHB contre le Consolat Marseille sur le score de 5-0. L'année suivante, le club ne peut se maintenir et retrouve la PHB puis la première division de district en 1994.
En 1995, une fusion se réalise avec un autre club de la ville, le FC Miramas. Ce rapprochement donne naissance à l'US Miramas.

## Palmarès
- Champion DH : 1962, 1977
- Champion DH Sud-Est "ouest" : 1962, 1977
- Champion PHA : 1957, 1960 et 1976
- Champion PHB : 1992
- Coupe de Provence : 1965, 1966 et 1968
- Challenge France Football pour la meilleure équipe amateur en Coupe de France : 1/8e de finale en 1965 contre le RC Strasbourg, défaite 1 à 0

## Saisons
| SaIson    | Division    | Place | Points | joué | gagné | nul | perdu | pour | contre |
| --------- | ----------- | ----- | ------ | ---- | ----- | --- | ----- | ---- | ------ |
| 1960–1961 | DH          | 3     | 50     | 22   | 11    | 6   | 5     | 33   | 20     |
| 1961–1962 | DH          | 1     | 57     | 22   | 16    | 3   | 3     | 39   | 14     |
| 1962–1963 | CFA         | 5     | 28     | 26   | 10    | 8   | 8     | 30   | 32     |
| 1963–1964 | CFA         | 8     | 20     | 22   | 5     | 10  | 7     | 25   | 28     |
| 1964–1965 | CFA         | 6     | 23     | 22   | 9     | 5   | 8     | 35   | 34     |
| 1965–1966 | CFA         | 5     | 23     | 22   | 8     | 7   | 7     | 30   | 37     |
| 1966–1967 | CFA         | 10    | 19     | 22   | 6     | 7   | 9     | 27   | 37     |
| 1967–1968 | DH          | 3     | 26     | 22   | 11    | 4   | 7     | 31   | 26     |
| 1968–1969 | DH          | 8     | 23     | 24   | 7     | 9   | 8     | 26   | 29     |
| 1969–1970 | DH          | 3     | 24     | 22   | 8     | 8   | 6     | 38   | 28     |
| 1970–1971 | DH          | 10    | 17     | 22   | 5     | 7   | 10    | 22   | 42     |
| 1971–1972 | DH          | 4     | 27     | 22   | 12    | 3   | 7     | 42   | 36     |
| 1972–1973 | DH          | 3     | 26     | 22   | 11    | 4   | 7     | 26   | 16     |
| 1973–1974 | DH          | 4     | 26     | 22   | 9     | 8   | 5     | 39   | 23     |
| 1974–1975 | DH          | 12    | 10     | 22   | 4     | 2   | 16    | 20   | 43     |
| 1975–1976 | PHA         | 1     | 33     | 22   | 15    | 3   | 4     | 57   | 24     |
| 1976–1977 | DH          | 1     | 31     | 22   | 12    | 7   | 3     | 43   | 24     |
| 1977–1978 | 3e Division | 14    | 21     | 30   | 5     | 11  | 14    | 35   | 50     |
| 1978–1979 | 4e Division | 10    | 24     | 26   | 9     | 6   | 11    | 26   | 37     |
| 1979–1980 | 4e Division | 7     | 25     | 26   | 9     | 7   | 10    | 38   | 39     |
| 1980–1981 | 4e Division | 10    | 22     | 26   | 9     | 4   | 13    | 31   | 34     |
| 1981–1982 | 4e Division | 12    | 22     | 26   | 8     | 6   | 12    | 29   | 38     |
| 1982–1983 | DH          | 10    | 16     | 22   | 4     | 8   | 10    | 25   | 35     |

## Anciens joueurs par saisons
| - Effectif 1964/65 CFA - Celestin Oliver - Henri Noël |  | - Effectif 1965/66 CFA - Celestin Oliver - Guilbert - Malaga - Laugier - Savoye |  | - Effectif 1966/67 CFA - Blanes - Celestin Oliver - Laugier - Guise |  | - Effectif 1977/78 3e Division - Girard - Thomas - Moreira - Pons - Calderon - Plesen |

## Anciens entraîneurs
| - 1947-1948 : Joseph Gonzales - ? (1948-1949) - 1949-1950 : Joseph Gonzales - 1950-1953 : Roger Huart - 1953-1954 : Philippe Duarte - 1954-1961 : Robert Volfin - 1962-1963 : Philippe Duarte - Paul Giudicelli (1961-1964) - 1964-1967 : Célestin Oliver - 1967-1968 : Robert Volfin - 1968-1970 : Jean-Claude Fachan - 1971-1972 : Roger Huart - 1972-1975 : Robert Volfin - 1975-1977 : Alain Ponce |  | - 1977-1978 : Robert Volfin - Plaza (1978-1979) - 1979-1980 : Alain Ponce - 1980-1981 : Richard Tardy - 1982-1984 : Michel Plantin - 1984-1985 : Louis Bonnel - 1985-1987 : Jacky Charlot - 1987-1988 : Jacky Costa - 1988-1990 : Jean-Luc Fournier - Fabien Crosse (1990-1990) - Henri Maurin (1990-1992) - 1993-1995 : Joël Maumus |

## Anecdotes
- Robert Volfin, alors entraîneur des cheminots joue un match de Division d'Honneur le 12 janvier 1975 contre le Montpellier La Paillade SCL, étant alors âgé de 52 ans.
- Michel Moulin, qui fut directeur sportif du PSG, a joué à l'âge de 18 ans à la SSMC Miramas et est passé proche d'être professionnel, mais une grave blessure au genou mit un terme à sa carrière.

## Sources et liens externes
- Site officiel
- http://www.playerhistory.com/
- http://www.footballenfrance.fr/
- Football Magazine 1965
- Les cahiers de l'équipe 1966
- Les cahiers de l'équipe 1967
- Les cahiers de l'équipe 1978
- http://www.journal-lamarseillaise.com/
- "L'amour du ballon" livre de Bernard Didelot qui retrace l'histoire du club jusqu'en 1995